# Porsche 356
El Porsche 356 és un automòbil esportiu produït pel fabricant alemany Porsche AG entre 1948 i 1965. Va ser el primer automòbil de sèrie fabricat per la marca, que estava disponible en carrosseries cupé, cabriolet de quatre places i roadster, amb motor del darrere muntat longitudinalment sobre un xassís derivat de Volkswagen Tipus 1, el "primitiu" Porsche 356 de 40 CV (29 kW) a 4000 rpm. Es va començar amb el primer prototip a la ciutat austríaca de Gmund el 1948 i es va fabricar fins al 1965, moment en què el va substituir el Porsche 911 i el Porsche 912.

## Galeria d'imatges

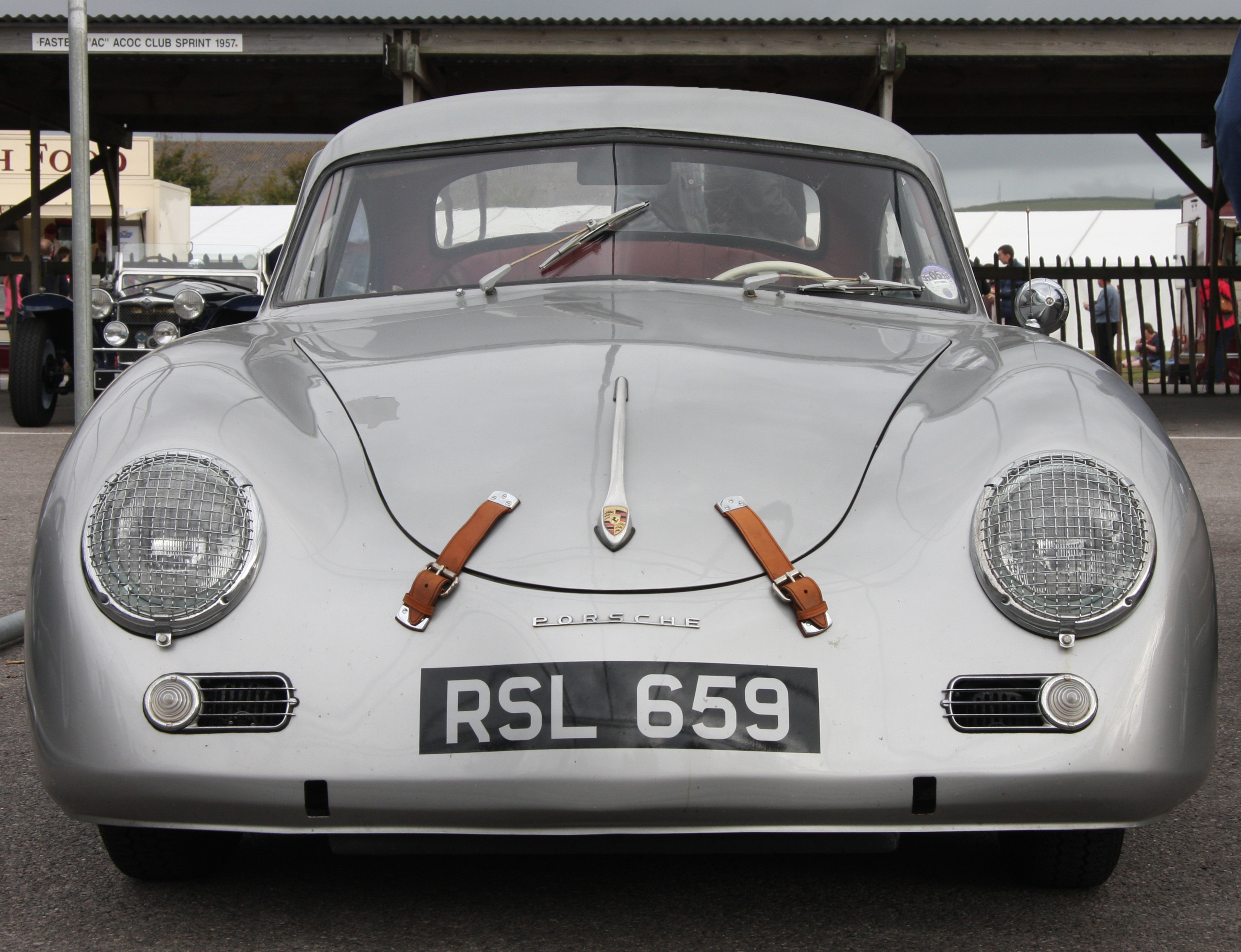
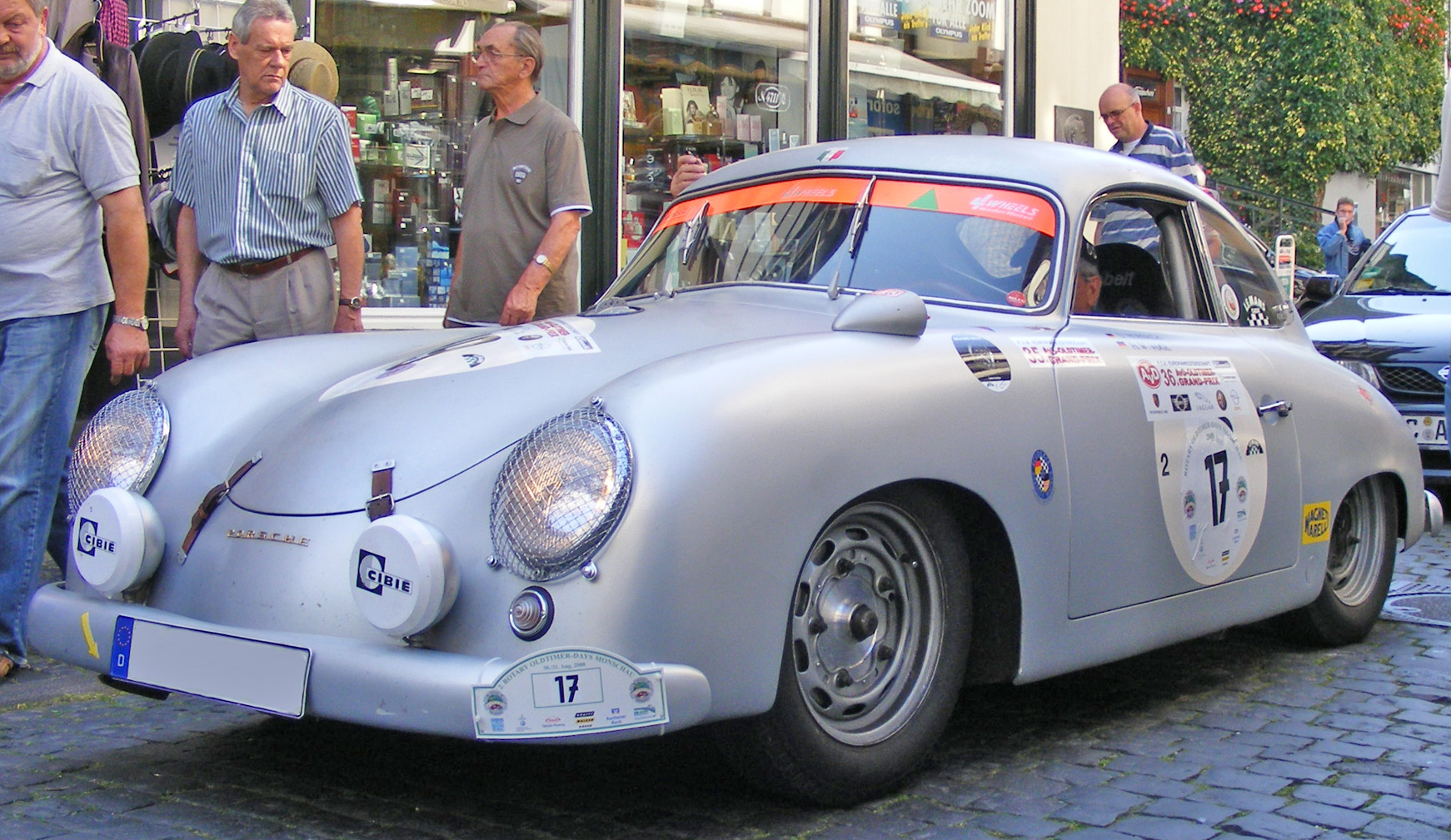
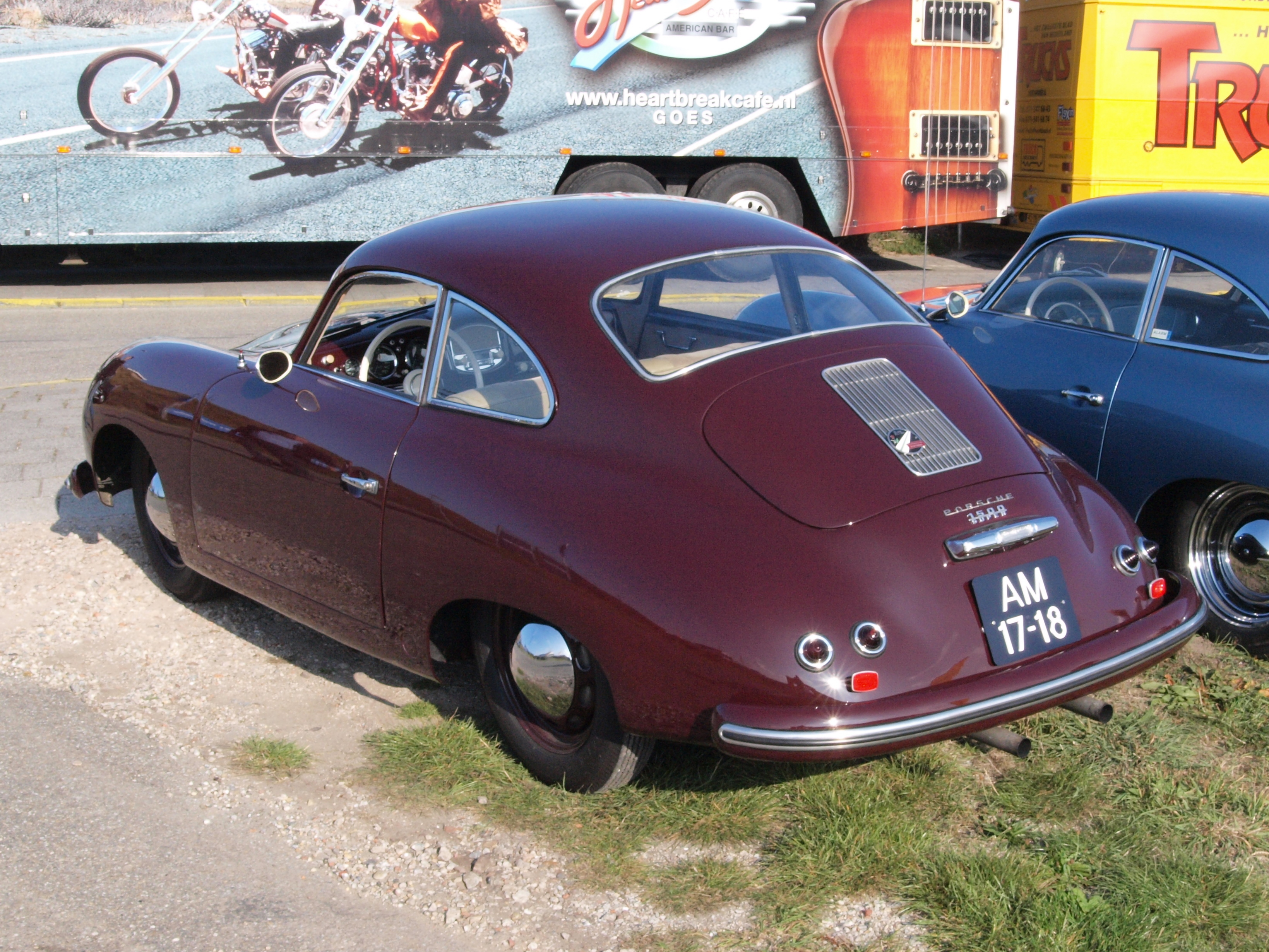
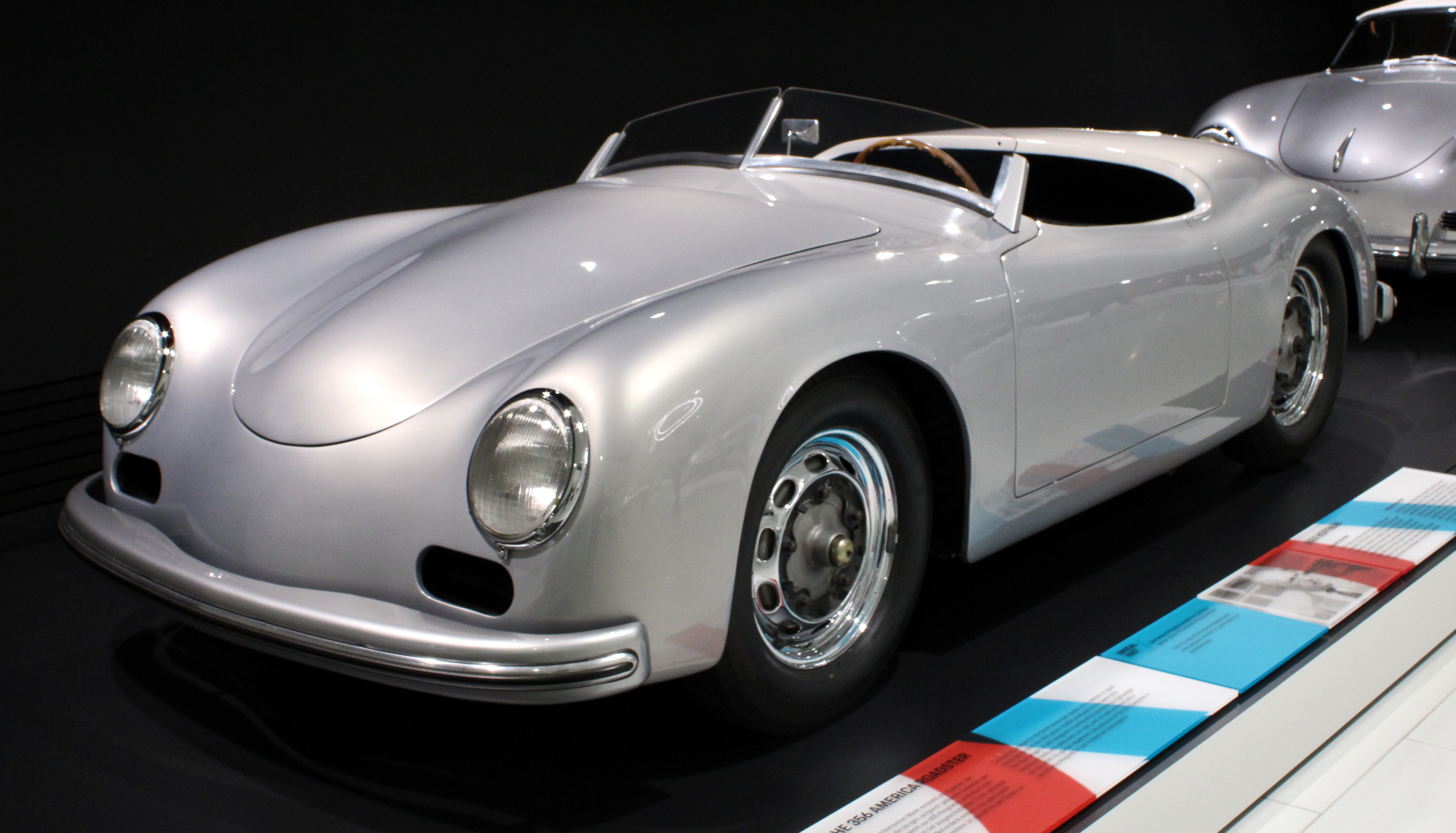
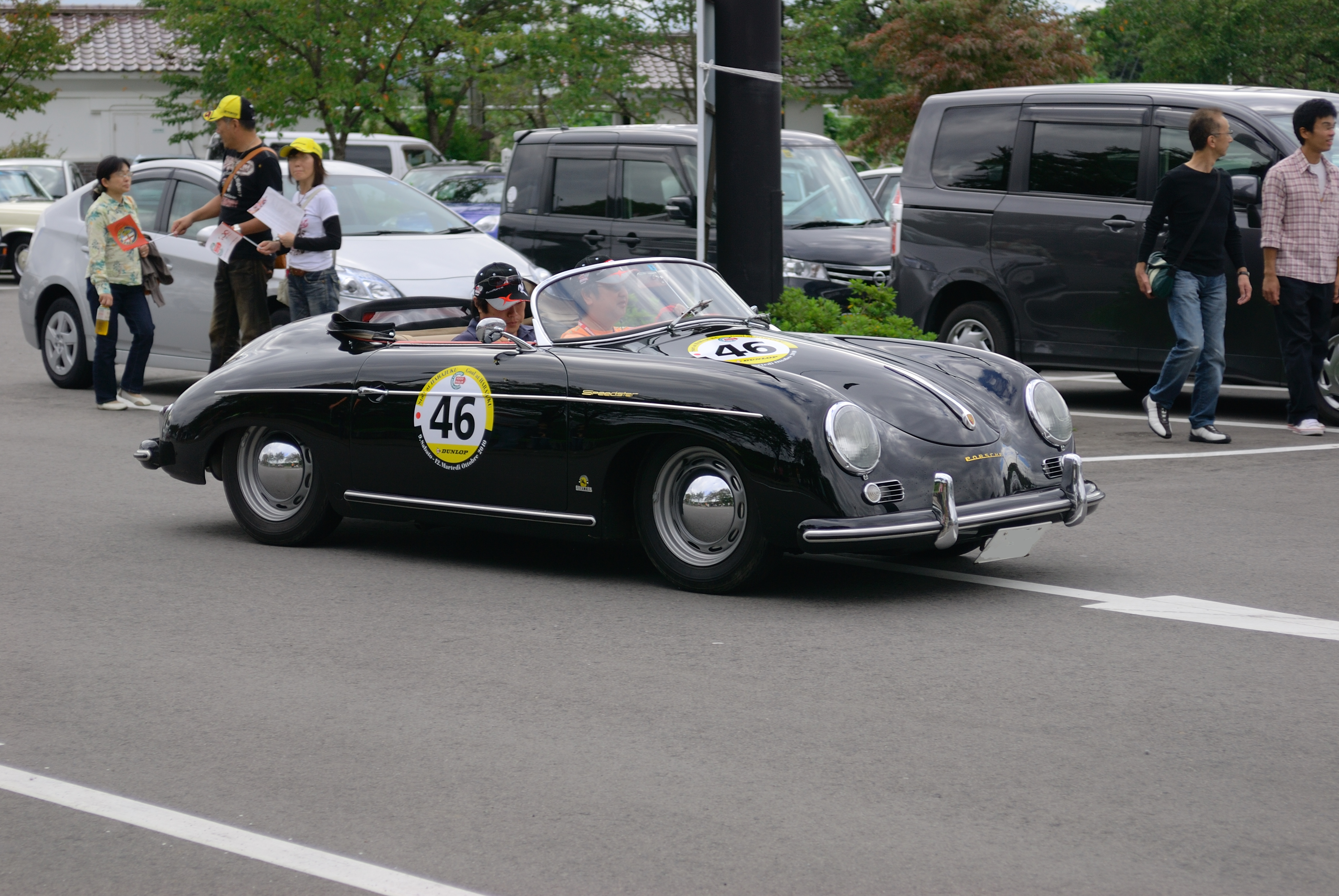

## Xifres de producció
76.302 cotxes